# Harold Melvin & the Blue Notes
Harold Melvin & the Blue Notes è stato un gruppo musicale tra i più popolari del Philadelphia soul degli anni 1970. Il repertorio del gruppo comprendeva vari generi musicali: soul, rhythm and blues, doo wop e la disco music.
Fu fondato a Filadelfia agli inizi degli anni cinquanta con il nome The Charlemagnes. Alcuni dei loro successi furono prodotti da Gamble & Huff tramite la loro etichetta Philadelphia International Records ed incisi tra il 1972 ed il 1976. Questo gruppo ha continuato ad esibirsi ed a registrare fino alla morte di Melvin avvenuta nel 1997. Sebbene Harold Melvin sia stato il fondatore del gruppo, il componente più famoso e conosciuto dei Blue Notes è rimasto Teddy Pendergrass, voce solista durante gli anni di maggior successo degli Harold Melvin & the Blue Notes con la casa discografica Philadelphia International Records.

## Storia

### Gli inizi
Il gruppo già conosciuto con il nome di The Charlemagnes prese successivamente il nome di The Blue Notes. Nel 1954, il gruppo era composto da Harold Melvin, voce solista (nato il 25 giugno 1939, a Philadelphia), Bernard Williams, Roosevelt Brodie, Jesse Gillis Jr. e Franklin Peaker. Dal 1957 al 1960 il gruppo incise diversi dischi senza ottenere notevoli successi. Nel 1960 venne distribuito dalla casa discografica Value Records un loro singolo dal titolo My Hero, e nel 1965 invece per la Landa Records un altro disco dal titolo Get Out (and Let Me Cry). Durante questo periodo, la formazione del gruppo cambiò frequentemente. Bernard Williams dopo aver abbandonato The Blue Notes, fondò una nuova band chiamata The Original Blue Notes. Harold Melvin sostituì Bernard Williams quale voce solista con John Atkins.
Il 1970 vede l'ingresso nella band di Teddy Pendergrass come batterista. Pendergrass era stato un componente dei The Cadillacs. John Atkins lascia il gruppo nello stesso anno.

### Il successo con la Philadelphia International
Sono gli anni del successo, il gruppo è formato da Melvin, Pendergrass, Bernard Wilson, Lawrence Brown e Lloyd Parks, ed ottiene un contratto con la casa discografica di Kenneth Gamble e Leon Huff, la Philadelphia International Records. Fra i dischi di maggior successo dei Blue Notes troviamo diverse canzoni d'amore: If You Don't Know Me By Now (1972), I Miss You (1972), The Love I Lost (1973), e Don't Leave Me This Way (1975), e altre canzoni più rivolte a tematiche sociali: Wake Up Everybody e Bad Luck (entrambe del 1975).
La canzone Bad Luck riesce ad ottenere il record di ben 11 settimane di presenza nella classifica dance americana. Una cover del 1976 Don't Leave Me This Way pubblicata dalla casa discografica Motown e cantata da Thelma Houston scalò le vette delle classifiche americane della musica leggera; sia la versione cantata da Thelma Houston, come pure quella originale dei Blue Notes sono entrambe entrate a far parte a pieno titolo di quella era musicale, definita nel lessico popolare come quella della disco music.
A dispetto dei successi musicali ottenuti, la composizione della formazione della band dei Blue Notes continuava a cambiare. Nel 1974 entrò a farvi parte sia Jerry Cummings, che andò a sostituire Lloyd Parks, sia una nuova cantante: Sharon Paige. Nel 1976, al top del loro successo, Pendergrass improvvisamente abbandonò i Blue Notes, dopo aver con un vano tentativo tentato di convincere Melvin a rinominare la band col nome di Teddy Pendergrass & the Blue Notes. L'uscita dal gruppo portò comunque Pendergrass ad ottenere un buon successo come cantante solista sino al 1982, anno nel quale a causa di un incidente stradale rimase paralizzato. Una delle sue ultime apparizioni pubbliche è stata quella fatta durante lo storico concerto Live Aid nel 1985.

### Gli anni successivi
Melvin sostituì Pendergrass con David Ebo, e i Blue Notes lasciarono la Philadelphia International Records per passare sotto l'etichetta discografica ABC Records nel 1977. Reaching for the World è stato l'ultimo loro maggiore successo. Nel 1980, Jerry Cummings, Bernard Wilson e Sharon Paige contemporaneamente lasciano il gruppo. Harold Melvin, Lawrence Brown, e alcuni nuovi membri (Dwight Johnson e William Spratelly) nel 1980, cambiano casa discografica passando alla MCA Records Source Division con la quale incidono 2 album musicali, che furono un completo flop commerciale.
Gil Saunders prese la guida del gruppo nel 1982, e rimpiazzò David Ebo. Con Saunders, il gruppo ottenne dei discreti successi nel Regno Unito con l'album Talk It Up (Tell Everybody), ed i singoli Today's Your Lucky Day e Don't Give Me Up. Questi dischi sono tuttora venduti sia nel Regno Unito che negli USA. Alcuni successi dell'era di Pendergrass sono poi stati registrati in Inghilterra quando Gil Saunders era ancora il leader della band. Saunders lasciò il gruppo nel 1992. Harold Melvin continuò a suonare e ad esibirsi con i Blue Notes sino al 1996, anno nel quale fu colpito da un attacco cardiaco. Melvin morì il 24 marzo 1997 all'età di 57 anni.

## Discografia

### Album in studio
- 1972 - Harold Melvin & the Blue Notes
- 1972 - I Miss You
- 1973 - Black & Blue
- 1975 - To Be True
- 1975 - Wake Up Everybody
- 1976 - All-Time Greatest Hits
- 1977 - Reaching for the World
- 1977 - Now is the Time
- 1980 - The Blue Album
- 1980 - All Things Happen in Time
- 1984 - Talk It Up (Tell Everybody)

### Singoli
- 1960 - My Hero (come The Blue Notes)
- 1965 - Get Out (And Let Me Cry)
- 1972 - I Miss You (Part 1)
- 1972 - If You Don't Know Me By Now
- 1973 - Yesterday I Had the Blues
- 1973 - The Love I Lost (Part 1)
- 1973 - Satisfaction Guaranteed (Or Take Your Love Back)
- 1974 - Where Are All My Friends
- 1975 - Bad Luck (Part 1)
- 1975 - Hope That We Can Be Together Soon (con Sharon Paige)
- 1975 - Wake Up Everybody (Part 1)
- 1975 - Don't Leave Me This Way
- 1976 - Tell the World How I Feel About 'Cha Baby
- 1977 - Reaching For the World
- 1977 - After You Love Me, Why Do You Leave Me (con Sharon Paige)
- 1978 - Baby, You Got My Nose Open
- 1980 - Prayin'
- 1980 - I Should Be Your Lover
- 1984 - Don't Give Me Up
- 1984 - Today's Your Lucky Day